# La Roda de Andalucía
La Roda de Andalucía is een gemeente in de Spaanse provincie Sevilla in de regio Andalusië met een oppervlakte van 77 km². In 2007 telde La Roda de Andalucía 4397 inwoners.